# Harduaganj
Harduaganj (o Harduganj) è una suddivisione dell'India, classificata come nagar panchayat, di 11.564 abitanti, situata nel distretto di Aligarh, nello stato federato dell'Uttar Pradesh. In base al numero di abitanti la città rientra nella classe IV (da 10.000 a 19.999 persone).

## Geografia fisica
La città è situata a 27° 56' 60 N e 78° 10' 0 E e ha un'altitudine di 176 m s.l.m..

## Società

### Evoluzione demografica
Al censimento del 2001 la popolazione di Harduaganj assommava a 11.564 persone, delle quali 6.125 maschi e 5.439 femmine. I bambini di età inferiore o uguale ai sei anni assommavano a 1.789, dei quali 939 maschi e 850 femmine. Infine, coloro che erano in grado di saper almeno leggere e scrivere erano 5.650, dei quali 3.392 maschi e 2.258 femmine.